# 5065 Johnstone
5065 Johnstone eller 1990 FP1 är en asteroid i huvudbältet som upptäcktes den 24 mars 1990 av den amerikanske astronomen Eleanor F. Helin vid Palomar-observatoriet. Den är uppkallad efter producenten Paul Johnstone.
Asteroiden har en diameter på ungefär 13 kilometer.